# Premio Alghero Donna
Il Premio Nazionale Alghero Donna di Letteratura e Giornalismo è un premio letterario italiano istituito nel 1995 ad Alghero.

## Storia
Il Premio è stato istituito nel 1995 ad Alghero, da un'idea della letterata e direttrice del periodico di cultura Salpare Neria De Giovanni e di Franco Luigi Serio, allora direttore dell'ex A.A.S.T. (Azienda Autonoma di Soggiorno e Turismo) della città di Alghero, poi riqualificata in Fondazione META ed ora ridenominata Fondazione Alghero, come riconoscimento riservato alle donne che operano nel mondo della letteratura ed in quello del giornalismo. Neria De Giovanni ricopre e cura vari aspetti legati al Premio (organizzazione, coordinamento logistico e di giuria, conduzione, ecc..). Il Premio si articola nelle Sezioni Narrativa, Poesia, Giornalismo e Premio Speciale della Giuria (aggiuntasi nel 1999) e viene assegnato ad autrici di narrativa e di poesia in lingua italiana ed a giornaliste italiane. Il Premio Speciale della Giuria ha visto negli anni succedersi donne operanti nel campo dell'editoria, letteratura, traduzione, politica, sport ed anche impegno civile. A queste quattro sezioni hanno fatto seguito nel corso delle edizioni altri vari premi occasionali.
Sin dalla prima edizione, il Premio è consistito in un gioiello artistico in corallo pescato nella rada di Alghero realizzato da maestri orafi algheresi, oltre ad un assegno in denaro.

## Albo d'oro delle premiate
| Edizione | Sede e data                                                                            | Narrativa                       | Poesia                 | Giornalismo                                    | Premio Speciale della Giuria                           | Altri Premi                                          |
| -------- | -------------------------------------------------------------------------------------- | ------------------------------- | ---------------------- | ---------------------------------------------- | ------------------------------------------------------ | ---------------------------------------------------- |
| 1995     | Alghero, Teatro Civico 25 marzo 1995                                                   | Lina Unali                      | Adele Loriga           | Carmen Lasorella                               | -                                                      | -                                                    |
| 1996     | Alghero, Teatro Civico 7 giugno 1996                                                   | Carla Cerati                    | Vivian Lamarque        | Neliana Tersigni                               | -                                                      | -                                                    |
| 1997     | Alghero, Teatro Civico 31 maggio 1997                                                  | Cristina Comencini              | Laura Lilli            | Lilli Gruber                                   | -                                                      | -                                                    |
| 1998     | Alghero, Teatro Civico 6 giugno 1998                                                   | Elda Mazzocchi Scarzella        | Marina Corona          | Cristina Parodi                                | -                                                      | -                                                    |
| 1999     | Alghero, Teatro Civico 5 giugno 1999                                                   | Anna Maria Mori e Nelida Milani | Cristina di Lagopesole | Antonella Clerici                              | Maria Pacini Fazzi                                     | -                                                    |
| 2000     | Alghero, Teatro Civico 3 giugno 2000                                                   | Marina Piazza                   | Maria Pia Quintavalla  | Daria Bignardi                                 | Nicole Fontaine                                        | -                                                    |
| 2001     | Alghero, Teatro Civico 2 giugno 2001                                                   | Iva Zanicchi                    | Giovanna Vizzari       | Danila Bonito                                  | Renata Pisu                                            | -                                                    |
| 2002     | Alghero, Teatro Civico 29 giugno 2002                                                  | Laura Pariani                   | Giusi Quarenghi        | Licia Colò                                     | Laura Lepetit                                          | -                                                    |
| 2003     | Alghero, Teatro Civico 28 giugno 2003                                                  | Barbara Alberti                 | Daniela Matronola      | Donatella Bianchi                              | Aung San Suu Kyi                                       | -                                                    |
| 2004     | Alghero, Cinema “Miramare” 19 giugno 2004                                              | Maria Rosa Cutrufelli           | Nada (cantante)        | Cesara Buonamici                               | Grażyna Miller                                         | Premio L'Unione Sarda - Opera prima Serena Schiffini |
| 2005     | Alghero, Anfiteatro “Forte della Maddalena”, 26 giugno 2005                            | Romana Petri                    | Anna Buoninsegni       | Maria Latella                                  | Paola Pitagora                                         | -                                                    |
| 2006     | Alghero, Anfiteatro “Forte della Maddalena” 24 giugno 2006                             | Grazia Livi                     | Fiorella Ferruzzi      | Irene Pivetti                                  | Angela Guiso                                           | -                                                    |
| 2007     | Non svoltosi                                                                           |                                 |                        |                                                |                                                        |                                                      |
| 2008     | Non svoltosi                                                                           |                                 |                        |                                                |                                                        |                                                      |
| 2009     | Non svoltosi                                                                           |                                 |                        |                                                |                                                        |                                                      |
| 2010     | Alghero, Teatro Civico 8 maggio 2010                                                   | Lia Levi                        | Gabriella Sica         | Paola Saluzzi                                  | Maria Gloria Giani, Anna Maria Geli, Giovanna Andreola | -                                                    |
| 2011     | Roma, Piazza San Giovanni in Laterano 24 settembre 2011                                | Sandra Petrignani               | Anna Manna             | Bianca Berlinguer                              | -                                                      | Premio La porta magica Giorgia Urru                  |
| 2012     | Roma, Sala polifunzionale della Presidenza del Consiglio dei Ministri 12 dicembre 2012 | Grazia Francescato              | Antonella Anedda       | Anna La Rosa                                   | Rosella Sensi                                          | Premio alla memoria Maria Chessa Lai                 |
| 2013     | Non svoltosi                                                                           |                                 |                        |                                                |                                                        |                                                      |
| 2014     | Non svoltosi                                                                           |                                 |                        |                                                |                                                        |                                                      |
| 2015     | Roma, EUR - Fiera nazionale del libro “Più libri, Più liberi” 4 dicembre 2015          | Patrizia Rinaldi                | -                      | Cinzia Tani                                    | -                                                      | Premio Internazionale Blanca Busquets                |
| 2016     | Roma, EUR - Fiera nazionale del libro “Più libri, Più liberi” 8 dicembre 2016          | Concita De Gregorio             | -                      | Magazine on line “La Donna Sarda”              | Barbara De Rossi                                       | Premio Internazionale Carla Gracia Mercadé           |
| 2017     | Non svoltosi                                                                           |                                 |                        |                                                |                                                        |                                                      |
| 2018     | Alghero, Teatro Civico 27 gennaio 2019                                                 | Vanessa Roggeri                 | Marella Giovannelli    | “GI.U.LI.A.” GIornaliste Unite LIbere Autonome | -                                                      | -                                                    |
| 2019     | Non svoltosi                                                                           |                                 |                        |                                                |                                                        |                                                      |
| 2020     | Non svoltosi                                                                           |                                 |                        |                                                |                                                        |                                                      |
| 2021     | Alghero, Teatro Civico 18 dicembre 2021                                                | Catena Fiorello                 | Anna Santoliquido      | Iman Sabbah                                    | Simona De Francisci (Videolina)                        | Menzione speciale per Dolores Serra (Catalan TV)     |
| 2022     | Alghero, Teatro Civico 14 gennaio 2023                                                 | Silvia Ballestra                | Silvia Bre             | Manuela Moreno                                 | Evelina Nazzari                                        | -                                                    |
| 2023     | Alghero, Teatro Civico 16 dicembre 2023                                                | Carmen Lasorella                | Antonetta Carrabs      | Novella Calligaris                             | Giuseppa Tanda                                         | -                                                    |